# Jay Lender
Pour les articles homonymes, voir Lender.
Jay Lender est un scénariste de télévision, artiste de storyboards et réalisateur américain né le 14 juin 1969 à New Haven dans le Connecticut (États-Unis). Il a travaillé pour la série Bob l'éponge de 1999 à 2004. Auparavant il était artiste de storyboard pour la série Hé Arnold !.
Depuis il a quitté Nickelodeon. Il a écrit un certain nombre de scripts pour des jeux vidéo avec Micah Wright. Jay continue à travailler pour des dessins animés. 
Jay Lender a étudié pendant deux ans à Rhode Island School of Design avant d'aller à California Institute of the Arts où il s'est spécialisé dans l'animation. Il a également réalisé des épisodes de Phinéas et Ferb.

## Filmographie
| Année     | Titre                                           | Format        | Métier                                    |
| --------- | ----------------------------------------------- | ------------- | ----------------------------------------- |
| 1994      | Richard au pays des livres magiques             | Cinéma        | Additional special effects animator       |
| 1996      | C-Bear and Jamal                                | Télévision    | Storyboard                                |
| 1997      | Loose Tooth                                     | Court métrage | Département animation                     |
| 1997-1999 | Hé Arnold !                                     | Télévision    | Artiste storyboard                        |
| 1999-2004 | Bob l'éponge                                    | Télévision    | Scénariste Réalisateur Artiste storyboard |
| 2000      | Les Castors allumés                             | Télévision    | Artiste storyboard                        |
| 2001      | Constant Payne                                  | Télévision    | Artiste storyboard                        |
| 2001      | Paper Clips                                     | Court métrage | Consultant creative                       |
| 2003      | Wonderful Days                                  | Cinéma        | Scénariste                                |
| 2003      | Looney Tunes: Back in Action                    | Jeu vidéo     | Scénariste                                |
| 2004      | Shadow Ops: Red Mercury                         | Jeu vidéo     | Scénariste                                |
| 2004      | The Dukes of Hazzard: Return of the General Lee | Jeu vidéo     | Scénariste                                |
| 2005      | Charlie and the Chocolate Factory               | Jeu vidéo     | Scénariste                                |
| 2006      | The Sopranos: Road to Respect                   | Jeu vidéo     | Scénariste                                |
| 2008      | Destroy All Humans! Big Willy Unleashed         | Jeu vidéo     | Scénariste                                |
| 2008      | Robocalypse                                     | Jeu vidéo     | Scénariste                                |
| 2008      | Destroy All Humans! En route vers Paname !      | Jeu vidéo     | Scénariste                                |
| 2009-2012 | Phinéas et Ferb                                 | Télévision    | Réalisateur                               |
| 2011      | Part Time Fabulous                              | Cinéma        | Producteur associé                        |